# 결명차
결명차(決明茶, 학명: Senna tora)는 콩과에 속하는 한해살이풀로 북아메리카가 원산지이며, 대한민국과 중국에서도 널리 재배하고 있다. 긴강남차라고도 하며 높이는 1m 정도이다. 결명차의 씨를 결명자(決明子)라고 하여 차나 약의 재료로 쓴다.
짝수 겹잎으로 된 3쌍의 잎 가운데 작은 잎은 달걀 모양이다. 여름에 노란색 꽃이 피고, 사각 기둥 모양의 윤기 있는 열매가 맺힌다. 씨앗은 황갈색 또는 흑갈색으로 윤이 나며, 특이한 냄새와 맛이 있다. 한방에서는 이 종자를 완하제·강장제·이뇨제 및 간열(간의 질환으로 생기는 열)을 내리고 시력을 밝게 하는 데 이용한다.

## 같이 보기
- 결명자차